# Victor Regalado
Victor Regalado (Tijuana, Baja California; 15 de abril de 1948) es un golfista profesional mexicano que jugó en el PGA Tour.

## Primeros años
Regalado nació y se crio en Tijuana, Baja California. Como aficionado, jugó en torneos en el área de San Diego, al otro lado de la frontera de su país. Representó a México dos veces en el mundial amateur, el Trofeo Eisenhower. En 1970 en Madrid, España terminó en la cima de la competencia individual, dos golpes por delante de Dale Hayes de Sudáfrica, y el equipo mexicano terminó quinto.

## Carrera
Se convirtió en profesional en 1971. Regalado tuvo poco más de 30 resultados entre los 10 primeros en eventos del PGA Tour, incluidas dos victorias. Su primera victoria llegó en el Pleasant Valley Classic de 1974. Su segunda victoria llegó en un torneo en el que disfrutó de un gran éxito profesional: el Ed McMahon-Jaycees Quad Cities Open. Allí ganó en 1978, después de terminar subcampeón el año anterior. También terminó subcampeón en 1981 cuando perdió ante Dave Barr en un desempate de muerte súbita. Su mejor resultado en un major fue T10 en el PGA Championship de 1984.
Actualmente, Regalado es uno de los cuatro golfistas mexicanos en ganar en el PGA Tour, junto con Cesar Sanudo, Carlos Ortiz  y Abraham Ancer.

## Vida personal
Reside en San Diego, California.

## Victorias profesionales (7)

### Victorias del PGA Tour (2)
| N.º | Fecha               | Torneo                              | Puntuación ganadora     | Margen de victoria | Subcampeón   |
| --- | ------------------- | ----------------------------------- | ----------------------- | ------------------ | ------------ |
| 1   | 4 de agosto de 1974 | Pleasant Valley Classic             | −6 (68-72-69-69 = 278)  | 1 trazo            | Tom Weiskopf |
| 2   | 16 de julio de 1978 | Ed McMahon-Jaycees Quad Cities Open | −15 (67-64-68-70 = 269) | 1 trazo            | Fred Marti   |

### Otras victorias (5)
- 1971 Maestros Mexicanos[6]
- 1972 Masters de México,[6]
- Abierto de Utah
- Abierto del Treasure Valley (Boise, Idaho)
- 1973 Campeonato Mexicano de la PGA[6]